# Pseudochirulus caroli
Pseudochirulus caroli is een zoogdier uit de familie van de kleine koeskoezen (Pseudocheiridae). De wetenschappelijke naam van de soort werd voor het eerst geldig gepubliceerd door Oldfield Thomas in 1921.

## Voorkomen
De soort komt voor op Nieuw-Guinea.